# 虞越
虞越（1967年12月—），女，北京人，中华人民共和国外交官，曾任中华人民共和国驻蒂华纳总领事。

## 生平
1990年，进入中华人民共和国外交部工作，先后在外交部拉丁美洲和加勒比司、驻委内瑞拉大使馆、驻厄瓜多尔大使馆、驻阿根廷大使馆任职。2008年，任驻秘鲁大使馆参赞。2011年，任外交部拉丁美洲和加勒比司参赞，后升任副司长。2017年，任常驻美洲国家组织观察员办事处首席副观察员。2021年9月，出任中华人民共和国驻蒂华纳总领事。2025年1月，自驻蒂华纳总领事离任。

## 家庭
已婚，有一女。